# Saint-Étienne
Saint-Étienne là tỉnh lỵ của tỉnh Loire, thuộc vùng hành chính Auvergne-Rhône-Alpes của nước Pháp, có dân số là 180.210 người (thời điểm 1999).
Đây là một thành phố ở miền đông nước trung bộ nước Pháp, ở Massif Central, cách Lyon 55 km (34 dặm) về phía tây nam của vùng Lyon, thuộc đường Auvergne-Rhône-Alpes, trên trục đường Toulouse và Lyon. Saint-Étienne là thủ phủ của vùng Loire và có dân số khoảng 172.023 (2013) trong thành phố và hơn 508.000 trong khu vực đô thị (2011).

## Lịch sử
Ngay từ đầu, những người tị nạn Hungary đã bị trục xuất khỏi Languedoc mới phát triển bởi Guilhem của Auvergne và Aquitaine vào năm 925, vì vậy Rodolphe Frank đã mua một khu đất ở Savoy gọi là Quận Forez vào năm 930 để cung cấp cho họ nơi ở.
Được đặt tên theo Saint Stephen, thành phố này lần đầu tiên xuất hiện trong lịch sử thời Trung Cổ với tên gọi Saint-Étienne de Furan (sau sông Furan, một chi lưu của sông Loire). Vào thế kỷ 13, nó là một khu vực nhỏ xung quanh nhà thờ dành cho Saint Etienne. Trên cao của Furan gần Đường hành hương Santiago de Compostela, Tu viện Valbenoîte đã được cistercians thành lập vào năm 1222. Vào cuối thế kỷ 15, nó là một ngôi làng được bảo vệ bởi các bức tường được xây dựng xung quanh hạt nhân ban đầu.
Từ thế kỷ 16, Saint-Étienne đã phát triển ngành sản xuất vũ khí và trở thành một thị trấn thị trường. Chính điều này đã làm cho tầm quan trọng của thị trấn, mặc dù nó cũng đã trở thành một trung tâm sản xuất băng và băng chuyền bắt đầu từ thế kỷ 17. Trong cuộc cách mạng Pháp, Saint-Étienne được đổi tên thành Armeville - 'thị trấn vũ khí' - vì hoạt động này.
Sau đó, nó trở thành trung tâm khai thác mỏ của mỏ than ở Loire, và gần đây đã trở nên nổi tiếng với ngành công nghiệp xe đạp.
Trong nửa đầu của thế kỷ 19, nó chỉ là một thị trấn chính của một khu vực thuộc vùng Loire, với dân số 33.064 vào năm 1832. Tập trung của ngành công nghiệp đã thúc đẩy những con số này tăng nhanh chóng lên đến 110.000 vào khoảng năm 1880. Đó là Tầm quan trọng ngày càng tăng của Saint-Étienne dẫn tới việc được đặt làm ghế của quận và chính quyền của phòng ban vào ngày 25 tháng 7 năm 1855, khi nó trở thành thị trấn chính trong quận và ghế của trưởng ban, thay thế cho Montbrison, Của thị trấn chính của một quận. Saint-Étienne đã thu hút được xã Valbenoîte và một số địa phương lân cận vào ngày 31 tháng 3 năm 1855.

## Giao thông vận tải

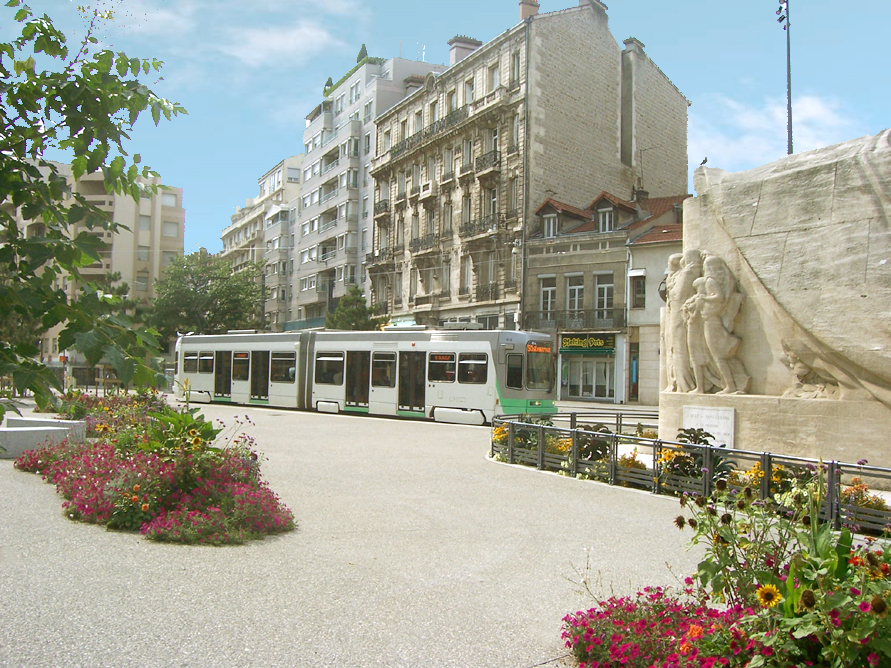
Xe điện đường phố trong thành phố

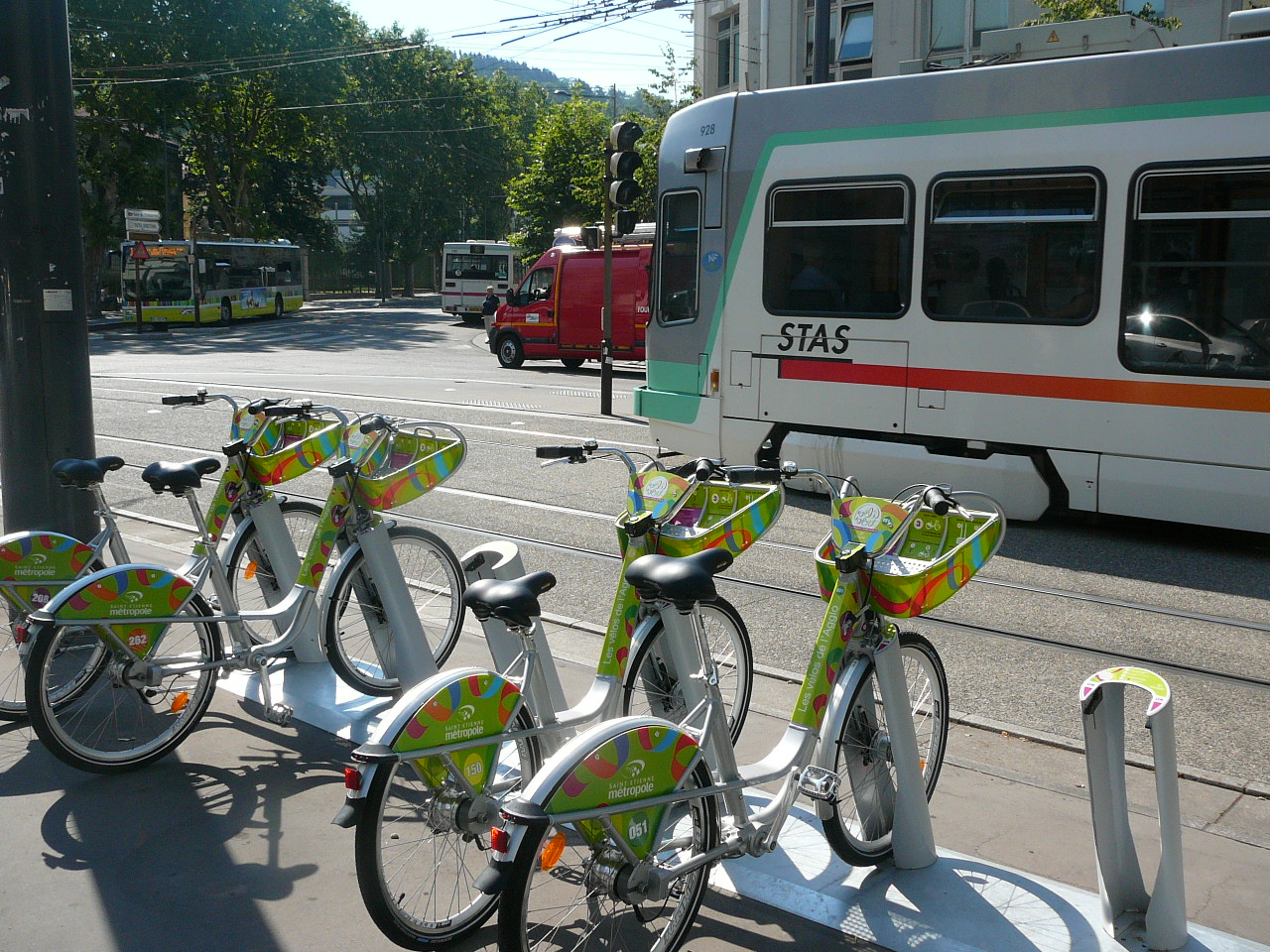
Xe điện, xe buýt và xe đạp điều hành bởi STAS (Société de Transports de l'Agglomération Stéphanoise)

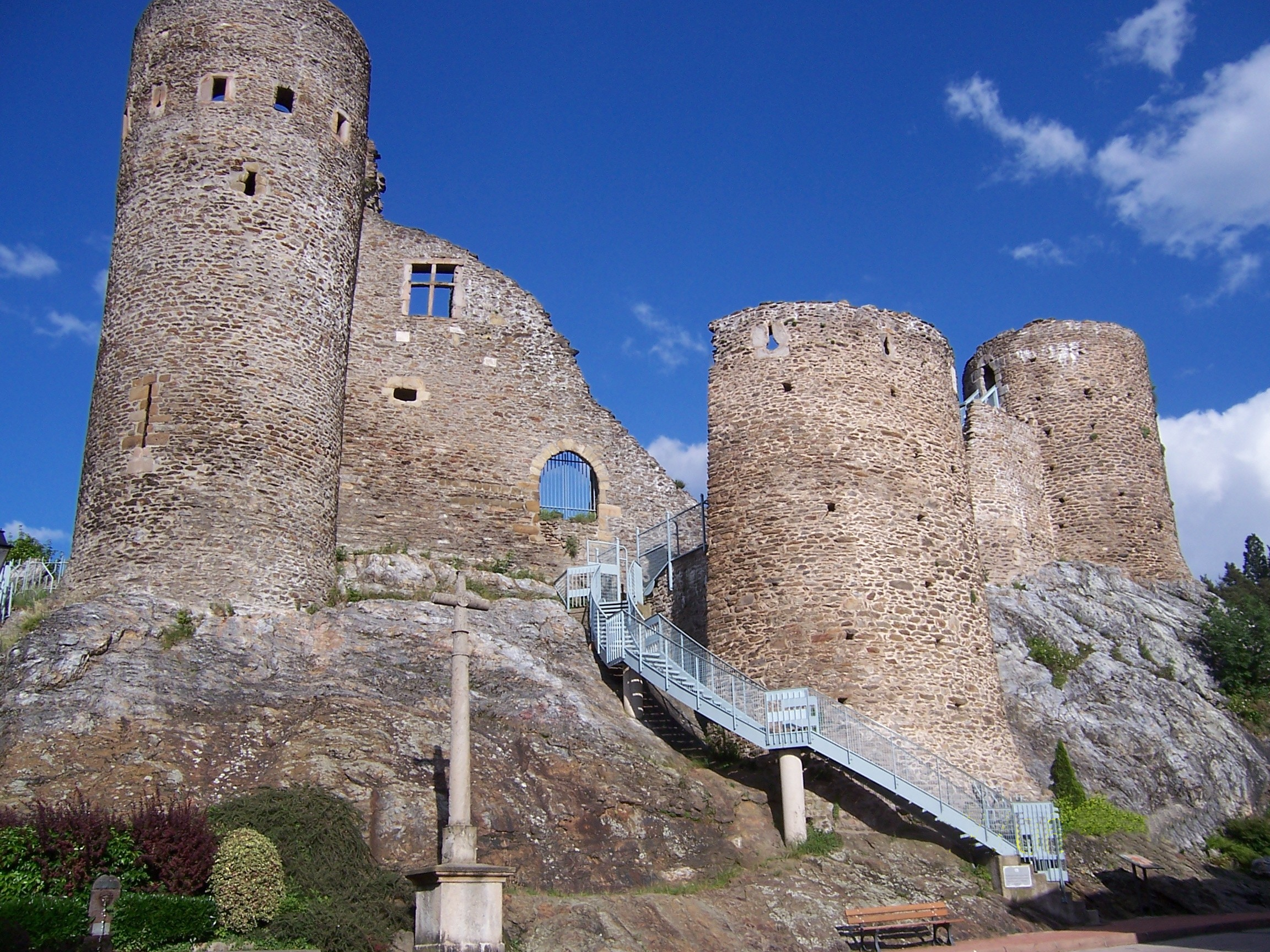
Lâu đài Rochetaillée

Sân bay gần nhất là sân bay Saint-Étienne-Bouthéon nằm ở Andrézieux-Bouthéon, cách Saint-Étienne 12 km (7.46 mi). Ga tàu chính là Gare de Saint-Etienne-Châteaucreux, cung cấp dịch vụ tốc độ cao tới Paris và Lyon (đường sắt Saint-Étienne-Lyon) và một số tuyến trong khu vực.
Saint-Étienne cũng nổi bật với đường xe điện (xe điện Saint-Étienne) - đặc biệt với Lille, nó được giữ trong suốt thế kỷ 20 và hệ thống xe điện tro bay (hệ thống xe điện Saint-Étienne) - là một trong ba hệ thống hiện đang hoạt động ở Phap.
Vận tải xe buýt và xe điện được quy định và cung cấp bởi Société de Transporte de l'Agglomération Stéphanoise (STAS), một tổ chức điều hành vận tải công cộng.
Hệ thống chia sẻ xe đạp Vélivert với 280 xe cho thuê ngắn hạn có sẵn từ tháng 6 năm 2010.

## Khí hậu
| Dữ liệu khí hậu của Saint-Étienne (1981–2010) | Dữ liệu khí hậu của Saint-Étienne (1981–2010) | Dữ liệu khí hậu của Saint-Étienne (1981–2010) | Dữ liệu khí hậu của Saint-Étienne (1981–2010) | Dữ liệu khí hậu của Saint-Étienne (1981–2010) | Dữ liệu khí hậu của Saint-Étienne (1981–2010) | Dữ liệu khí hậu của Saint-Étienne (1981–2010) | Dữ liệu khí hậu của Saint-Étienne (1981–2010) | Dữ liệu khí hậu của Saint-Étienne (1981–2010) | Dữ liệu khí hậu của Saint-Étienne (1981–2010) | Dữ liệu khí hậu của Saint-Étienne (1981–2010) | Dữ liệu khí hậu của Saint-Étienne (1981–2010) | Dữ liệu khí hậu của Saint-Étienne (1981–2010) | Dữ liệu khí hậu của Saint-Étienne (1981–2010) |
| Tháng                                         | 1                                             | 2                                             | 3                                             | 4                                             | 5                                             | 6                                             | 7                                             | 8                                             | 9                                             | 10                                            | 11                                            | 12                                            | Năm                                           |
| --------------------------------------------- | --------------------------------------------- | --------------------------------------------- | --------------------------------------------- | --------------------------------------------- | --------------------------------------------- | --------------------------------------------- | --------------------------------------------- | --------------------------------------------- | --------------------------------------------- | --------------------------------------------- | --------------------------------------------- | --------------------------------------------- | --------------------------------------------- |
| Cao kỉ lục °C (°F)                            | 20.0 (68.0)                                   | 23.2 (73.8)                                   | 26.4 (79.5)                                   | 28.8 (83.8)                                   | 33.7 (92.7)                                   | 37.8 (100.0)                                  | 41.1 (106.0)                                  | 39.3 (102.7)                                  | 36.0 (96.8)                                   | 29.2 (84.6)                                   | 25.2 (77.4)                                   | 20.2 (68.4)                                   | 41.1 (106.0)                                  |
| Trung bình ngày tối đa °C (°F)                | 6.8 (44.2)                                    | 8.4 (47.1)                                    | 12.4 (54.3)                                   | 15.3 (59.5)                                   | 19.8 (67.6)                                   | 23.6 (74.5)                                   | 26.7 (80.1)                                   | 26.3 (79.3)                                   | 22.0 (71.6)                                   | 17.1 (62.8)                                   | 10.8 (51.4)                                   | 7.4 (45.3)                                    | 16.4 (61.5)                                   |
| Tối thiểu trung bình ngày °C (°F)             | −0.4 (31.3)                                   | 0.1 (32.2)                                    | 2.4 (36.3)                                    | 4.6 (40.3)                                    | 8.8 (47.8)                                    | 12.0 (53.6)                                   | 14.2 (57.6)                                   | 13.8 (56.8)                                   | 10.7 (51.3)                                   | 8.0 (46.4)                                    | 3.3 (37.9)                                    | 0.7 (33.3)                                    | 6.6 (43.9)                                    |
| Thấp kỉ lục °C (°F)                           | −25.6 (−14.1)                                 | −22.5 (−8.5)                                  | −13.9 (7.0)                                   | −7.0 (19.4)                                   | −3.9 (25.0)                                   | −0.6 (30.9)                                   | 2.9 (37.2)                                    | 1.1 (34.0)                                    | −2.6 (27.3)                                   | −6.2 (20.8)                                   | −10.6 (12.9)                                  | −18.6 (−1.5)                                  | −25.6 (−14.1)                                 |
| Lượng Giáng thủy trung bình mm (inches)       | 36.6 (1.44)                                   | 28.2 (1.11)                                   | 36.7 (1.44)                                   | 61.3 (2.41)                                   | 91.6 (3.61)                                   | 78.3 (3.08)                                   | 64.0 (2.52)                                   | 70.4 (2.77)                                   | 75.7 (2.98)                                   | 71.8 (2.83)                                   | 63.1 (2.48)                                   | 40.5 (1.59)                                   | 718.2 (28.28)                                 |
| Số ngày giáng thủy trung bình                 | 7.7                                           | 6.8                                           | 7.2                                           | 9.4                                           | 11.0                                          | 8.8                                           | 7.1                                           | 7.7                                           | 7.5                                           | 8.9                                           | 8.0                                           | 7.3                                           | 97.2                                          |
| Độ ẩm tương đối trung bình (%)                | 81                                            | 78                                            | 73                                            | 71                                            | 72                                            | 72                                            | 68                                            | 71                                            | 75                                            | 80                                            | 81                                            | 83                                            | 75.4                                          |
| Số giờ nắng trung bình tháng                  | 85.6                                          | 108.8                                         | 159.3                                         | 182.4                                         | 212.9                                         | 239.5                                         | 273.1                                         | 251.4                                         | 187.3                                         | 133.5                                         | 83.5                                          | 67.9                                          | 1.985,1                                       |
| Nguồn 1: Météo France                         |                                               |                                               |                                               |                                               |                                               |                                               |                                               |                                               |                                               |                                               |                                               |                                               |                                               |
| Nguồn 2: Infoclimat.fr (độ ẩm, 1961–1990)     |                                               |                                               |                                               |                                               |                                               |                                               |                                               |                                               |                                               |                                               |                                               |                                               |                                               |

## Các thành phố kết nghĩa
- Wuppertal, Đức
- Katowice, Ba Lan

## Những người con của thành phố
- Claude Fauriel (1772-1844), sử gia
- Francis Garnier (1839-1873), người thám hiểm sông Cửu Long
- Jules Janin (1804-1874), nhà văn
- Bernard Lavilliers (sinh 1946) (Bernard Ouillon), ca sĩ
- Jules Massenet (1842-1912), soạn nhạc opera
- Piem, (sinh 1923) nhà vẽ tranh cho phim hoạt họa
- Willy Sagnol, cầu thủ bóng đá của đội Bayern München, tuyển thủ quốc gia Pháp
- Gilbert Simondon, triết gia